# Korlan Zhakansha
Korlan Zhakansha –en kazajo, Қорлан Жақанша– es un deportista kazajo que compite en lucha grecorromana. Ganó una medalla de plata en el Campeonato Mundial de Lucha de 2019, en la categoría de 55 kg.

## Palmarés internacional
| Campeonato Mundial | Campeonato Mundial     | Campeonato Mundial | Campeonato Mundial |
| Año                | Lugar                  | Medalla            | Categoría          |
| ------------------ | ---------------------- | ------------------ | ------------------ |
| 2019               | Nursultán (Kazajistán) | Medalla de plata   | 55 kg              |